# 周偉 (正德進士)
周伟（？—？年），字秀卿，江西建昌府新城縣人，民籍。明朝政治人物。

## 生平
弘治十七年（1504年）甲子科江西乡试舉人，九年（1514年）甲戌科三甲第十五名進士，官吴江县知县。